# 新宿区立淀橋第四小学校
新宿区立淀橋第四小学校（しんじゅくくりつ よどばしだいよんしょうがっこう）は、東京都新宿区北新宿3丁目にある公立小学校。

## 沿革
- 1920年（大正9年）
  - 3月18日[注釈 1] - 東京府豊多摩郡淀橋町立淀橋第四小学校[1]として開校。
  - 6月6日 - 落成式挙行し、この日（6月6日）を開校記念日定めた。
- 1932年（昭和7年）10月1日 - 豊多摩郡の東京市への合併により、東京市淀橋第四尋常小学校と改称。
- 1944年（昭和19年）8月30日 - 戦局の悪化により、学童集団疎開実施。群馬県草津へ児童400名。
- 1945年（昭和20年）5月26日 - 戦災により校舎全焼。
- 1947年（昭和22年）4月1日 - 学制改革により、東京都新宿区立淀橋第四小学校と改称。
- 1954年（昭和29年）2月10日 - 全校地買収。
- 1961年（昭和36年）3月31日 - 給食作業室改築落成。
- 1963年（昭和38年）3月26日 - 屋内運動場落成式挙行。
- 1967年（昭和42年）
  - 2月28日 - 鉄筋3階建落成（第1期）。
  - 4月1日 - 区立淀橋第四幼稚園併設。
  - 7月14日 - プール落成。
- 1968年（昭和43年）2月1日 - 鉄筋3階建（第2期）落成。
- 1970年（昭和45年）11月13日 - 開校50周年記念式典挙行。
- 1972年（昭和47年）2月17日 - 鉄筋3階建（第3期）落成。
- 1974年（昭和49年）3月26日 - 鉄筋3階建（第4期）落成し、総鉄筋校舎となる。
- 1982年（昭和57年）9月30日 - 理科室・図工室の交換工事完了。
- 1983年（昭和58年）9月26日 - 校庭舗装工事完了。
- 1991年（平成3年）4月1日 - 日本語学級開設。
- 1994年（平成6年）3月31日 - 日本語学級閉鎖。
- 1996年（平成8年）12月15日 - 防災備蓄倉庫設置。
- 2003年（平成15年）7月21日 - この日から8月31日（夏休み期間中）まで、体育館耐震工事実施。
- 2004年（平成16年）7月21日 - この日から8月30日（夏休み期間中）まで、校舎耐震工事実施。
- 2011年（平成23年）3月 - 屋上芝生完成。
- 2019年（平成31年）3月20日 - 人工芝への校庭改修。
- 2021年（令和3年）11月6日 - 開校100周年・開園50周年記念式典挙行。

## 教育目標
- 〇助け合う子ども
- ◎考える子ども
- ◎じょうぶな子ども
- 〇やりぬく子ども

## 児童数
2023年（令和5年）4月11日時点
| 学年 | 1年 | 2年 | 3年 | 4年 | 5年 | 6年 | 合計 |
| ---- | --- | --- | --- | --- | --- | --- | ---- |
| 学級 | 2   | 2   | 3   | 2   | 2   | 2   | 13   |
| 児童 | 54  | 67  | 72  | 41  | 64  | 57  | 355  |

## 通学区域
出典
- 北新宿1丁目（4番～6番・7番(11号～21号)・18番・27番・28番）
- 北新宿3丁目（全域）
- 北新宿4丁目（全域）
- なお、本校がある北新宿3丁目は、神田川をはさんで、中野区東中野と接しているため、東中野1丁目では、本来の学区である中野区立塔山小学校より、本校の方が近い地域がある。

## 進学先中学校
出典
- 新宿区立西新宿中学校 - 北新宿1丁目から通う児童の主な進学先
- 新宿区立西戸山中学校 - 北新宿3丁目と北新宿4丁目から通う児童の主な進学先

## 交通
- 関東バス「宿05」系統で、「北新宿」停留所より、
  - のりば1（中野駅経由野方駅行）から、徒歩約325m・約5分。
  - のりば2（新宿駅西口行）から、徒歩約310m・約5分。
- JR東日本中央本線（中央緩行線）大久保駅（北口）から、徒歩約635m・約10分。

## 周辺
- 新宿区立淀橋第四幼稚園 - 同一建物内で、かつ進学前幼稚園のひとつ。
- 圓照寺 - 新宿区道をはさんで、敷地が隣接。
- 閻魔堂
- 鐙神社 - 新宿区道をはさんで、一部の敷地が隣接。
- 日本学生支援機構 東京日本語教育センター
- 特別養護老人ホームかしわ苑
- 新宿区立しんかいばし児童遊園
- 新宿区立北新宿図書館
  - 北新宿生涯学習館
- 新宿区立北新宿子ども園 - 進学前子ども園のひとつ。
  - 新宿区立北新宿第二ことぶき館（児童病院） - 北新宿子ども園と同一建物内
- 新宿区立北新宿公園
- 老人ホームサニーライフ東京新宿
- JR中央線 - 線路が近くを通るだけで、大久保駅は少し離れている。
- 東京都中央卸売市場淀橋市場
- このほか、パイロットハウスなどのマンション・アパートなどの住宅も広がる。